# Liste des gouverneurs de Tokyo
Le gouverneur de Tokyo (東京都知事, Tōkyō-to chiji) est le principal dirigeant élu de la métropole de Tokyo, capitale du Japon. La fonction est officiellement créée en 1947.

## Élection
Le gouverneur est élu au suffrage universel pour un mandat de quatre ans, renouvelable.

## Listes des gouverneurs
| Nom               | Début du mandat   | Fin du mandat    | Nombre de mandat(s)                         | Parti                                |
| ----------------- | ----------------- | ---------------- | ------------------------------------------- | ------------------------------------ |
| Seiichirō Yasui   | 3 mai 1947        | 27 avril 1959    | 3                                           |                                      |
| Ryōtarō Azuma     | 27 avril 1959     | 22 avril 1967    | 2                                           | PLD                                  |
| Ryōkichi Minobe   | 22 avril 1967     | 22 avril 1979    | 3                                           | Socialiste                           |
| Shunichi Suzuki   | 23 avril 1979     | 22 avril 1995    | 4                                           | PLD                                  |
| Yukio Aoshima     | 23 avril 1995     | 22 avril 1999    | 1                                           |                                      |
| Shintarō Ishihara | 23 avril 1999     | 31 octobre 2012  | 4                                           | apparenté PLD puis Tachiagare Nippon |
| Naoki Inose       | 1er novembre 2012 | 24 décembre 2013 | 1 (intérim 1er novembre - 18 décembre 2013) | ARJ, PLD, Kōmeitō                    |
| Tatsumi Ando      | 24 décembre 2013  | 11 février 2014  | intérim                                     |                                      |
| Yōichi Masuzoe    | 12 février 2014   | 21 juin 2016     | 1                                           | PLD, Kōmeitō                         |
| Tatsumi Ando      | 21 juin 2016      | 1er août 2016    | intérim                                     |                                      |
| Yuriko Koike      | 2 août 2016       | en fonction      |                                             | PLD                                  |